# Versalzung

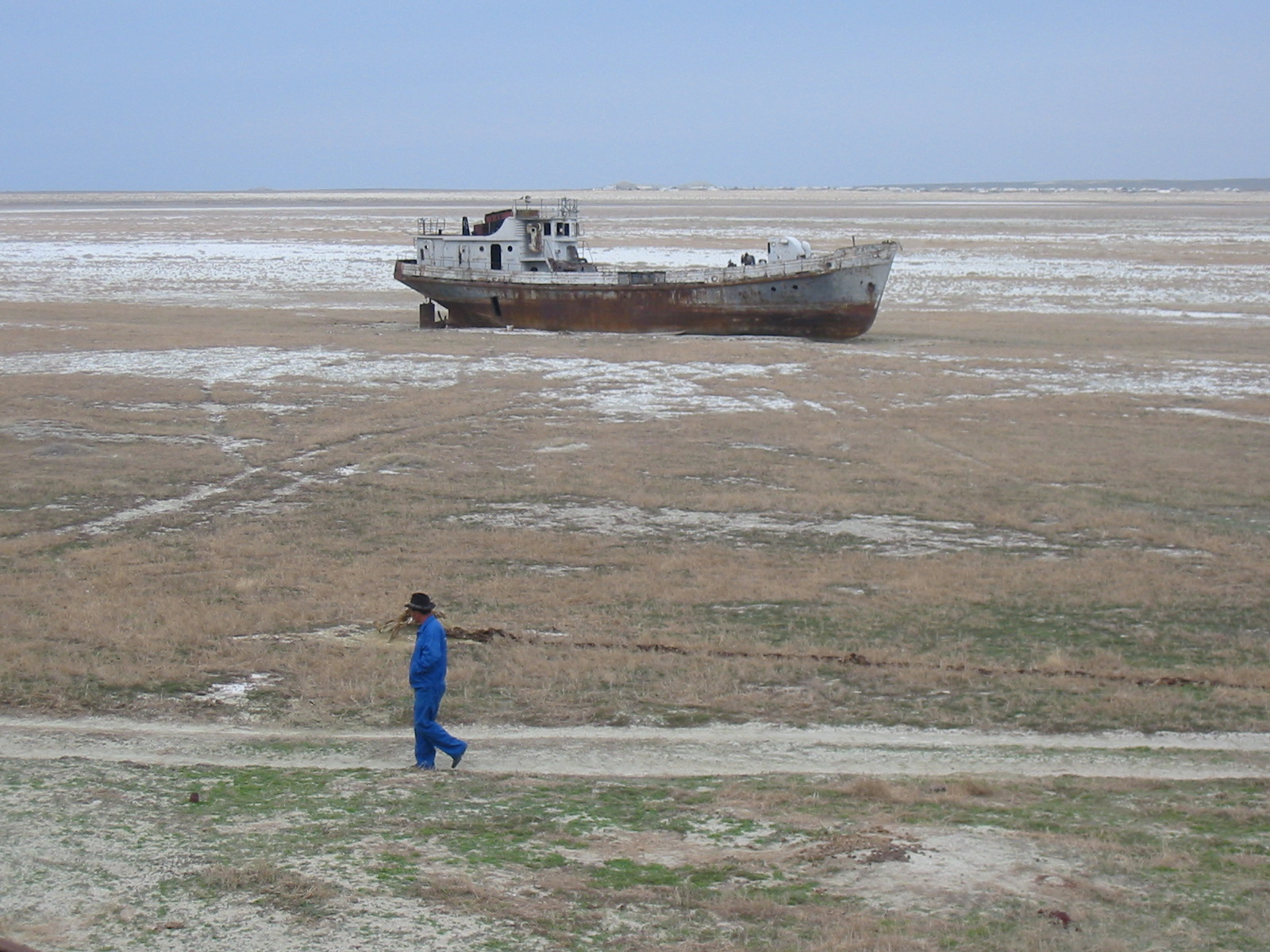
Versalzung des Bodens am Aralsee

Versalzung bezeichnet in der Bodenkunde eine überhöhte Anreicherung von wasserlöslichen Salzen. Untersucht werden die Prozesse, durch die sich Salze in der oberen Bodenhorizonten anreichern, die Ausprägungen und die Ursachen. Zur Versalzung kommt es, wenn der Boden eine negative Wasserbilanz aufweist, also die Verdunstung in sechs bis neun Monaten eines Jahres größer ist als die Niederschläge. Zusätzlich zur natürlichen Entwicklung eines Bodens kann die Versalzung durch menschliches Tun erheblich beschleunigt werden.
Streng genommen muss unterschieden werden zwischen Versalzung, der Anreicherung von leicht löslichen Salzen, und Alkalisierung, der Anreicherung von Natriumhydrogenkarbonat und Natriumkarbonat bei gleichzeitig ansteigendem pH-Wert. Ein Sonderfall der Versalzung ist die Sodifizierung, bei der sich primär Natriumchlorid (Kochsalz) in der Oberfläche anreichert.
Des Weiteren ist die Herkunft der beteiligten Salze wichtig. Sie können aus der Erdatmosphäre stammen (atmogene Salze). Solche Fälle bezeichnet der Begriff „Tagwasserversalzung“. Auch können die Salze durch aufsteigendes Grundwasser in die oberen Bodenhorizonte transportiert werden. Hier spricht man von „Grundwasserversalzung“, die unter anderem in Küstenregionen der humiden Zonen auftreten kann, beispielsweise durch übermäßige Entnahme von Grundwasser, durch die Salzwasser in den Grundwasserkörper eindringen kann (Salzwasserintrusion). Verwitternde Mineralien können Salze an die Umgebung abgeben und fossile Salze (Meeressediment) können als Quelle vorkommen. Neben diesen natürlichen Quellen können auch künstliche Bewässerung und Dünger in Frage kommen.
Neben der Bodenversalzung gibt es auch die Versalzung von Gewässern, entweder durch Anreicherung von Salzen in Endseen oder durch einen natürlichen oder durch menschlichen Einfluss erzeugten Eintrag von Salzen in Gewässer. Das Fehlen von Versalzung, beispielsweise im Okavangodelta stellt in dieser Hinsicht eine Besonderheit dar.

## Physikalischer Vorgang der Bodenversalzung

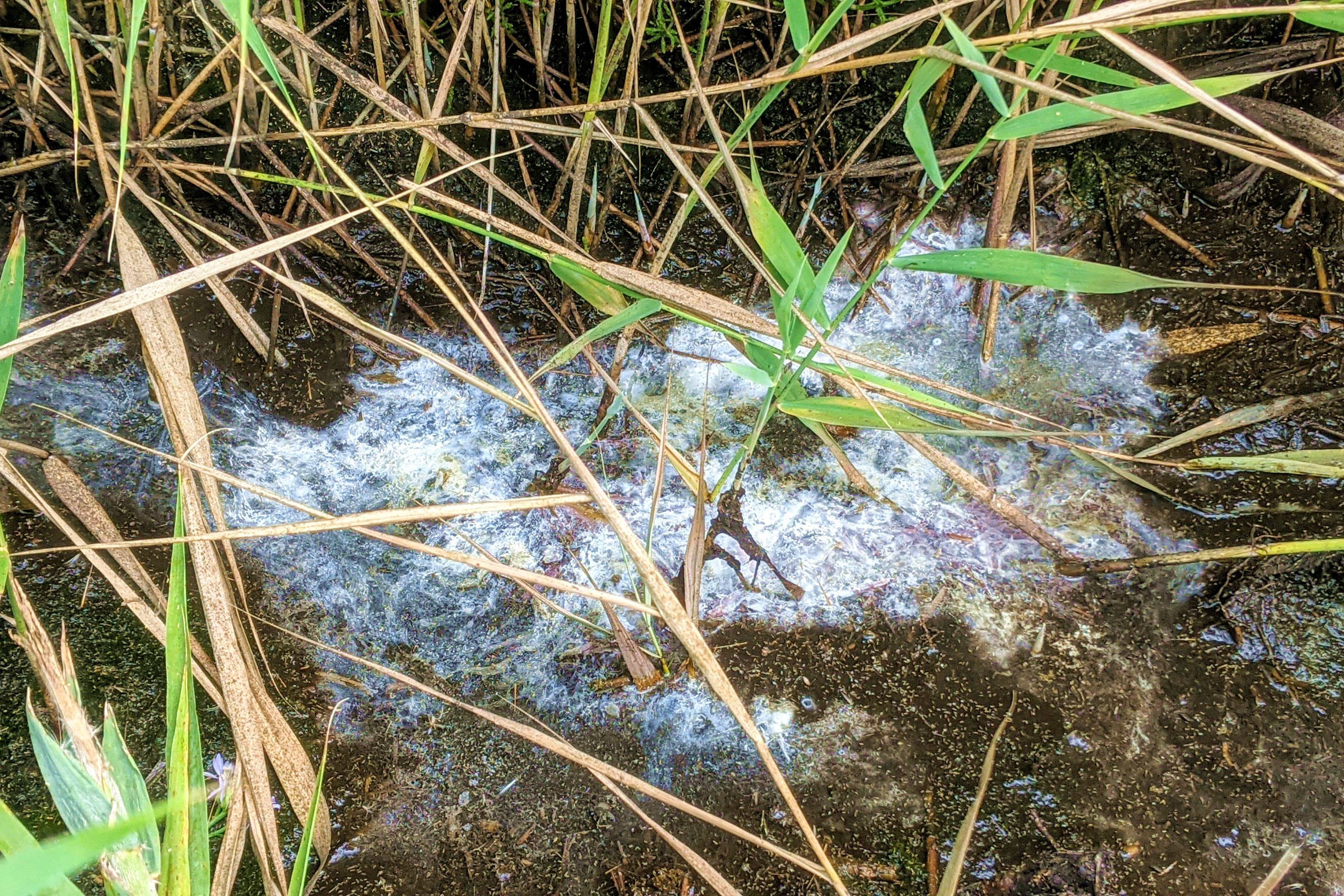
Kleinflächige Salzkruste im Brenner Moor

Wasser im Boden löst dort vorhandene Salze und steigt durch Kapillarwirkung nach oben, wenn durch Sonneneinstrahlung und Wind das dort vorhandene Wasser verdunstet. Wenn das Wasser an der Oberfläche nicht abläuft, dann reichern sich die Salze an und verbleiben im obersten Bodenhorizont. Bei künstlicher Bewässerung kann sich der Effekt verstärken, da mehr Wasser zum Transport der Salze zur Verfügung steht. Zusätzliche Salzlast durch die Verwendung von Grundwasser verstärkt den Effekt weiter. Auf der Oberfläche bildet sich eine Salzkruste.

## Bedeutung der Bodenversalzung für die Landwirtschaft

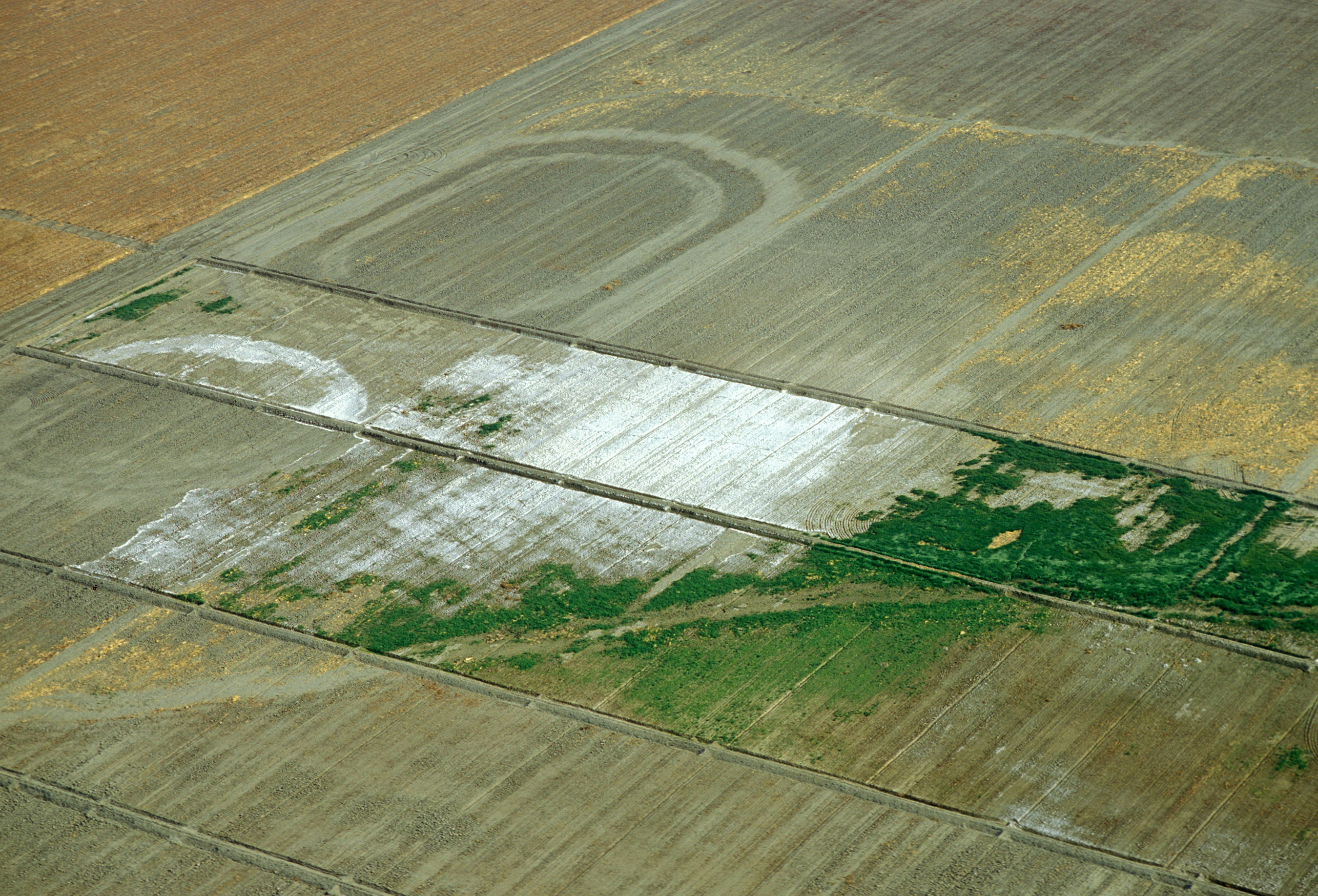
Versalzte Felder im kalifornischen Central Valley

Versalzung betrifft 20 % der landwirtschaftlichen Nutzflächen und 50 % aller bewässerten Flächen und ist das zweitgrößte Bodenschutzproblem.
In Syrien sind schon 30 bis 35 Prozent der Anbauflächen durch Versalzung verloren gegangen. In Ägypten sind es 30 bis 40 Prozent, in Pakistan knapp 40 Prozent, im Irak 50 Prozent und in den Vereinigten Staaten 20 bis 25 Prozent. Teilweise geht dies noch auf die Bewässerungstechnik der Sumerer in Mesopotamien zurück. Nur durch Tröpfchenbewässerung und Drainagesysteme kann dem entgegengewirkt werden. Als nur mittelfristige Gegenmaßnahme sind in der Geschichte vieler Anbaugebiete auch Wechsel der angebauten Pflanzenarten nachweisbar, zum Beispiel vom Weizen zur salzresistenteren Gerste.
Auch im Reisanbau kommt es zur Versalzung. In der Trockenzeit werden die Reisfelder weiter bewässert, so dass der Salzgehalt des stehenden Wassers, in dem der Reis wächst, durch die starke Verdunstung ansteigt.
In Uferbereichen von zurückgegangenen Gewässern wie etwa dem Aralsee oder dem Toten Meer kann es zu massiven Salzverkrustungen kommen. Es gibt Pflanzen (Halophyten), die an salzhaltige Böden angepasst sind, jedoch nicht für die Landwirtschaft genutzt werden können.

### Gegenmittel

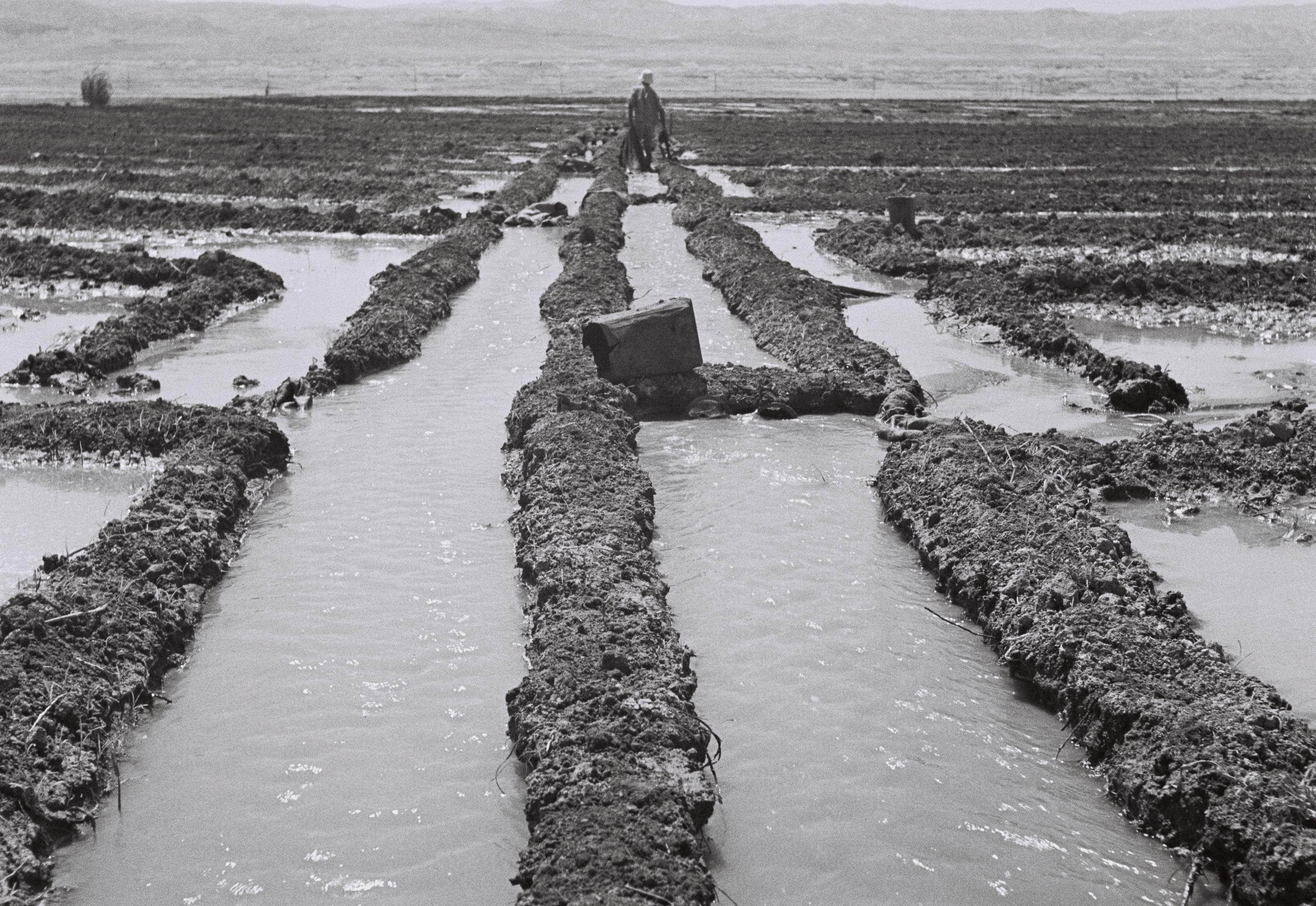
Waschen versalzter Böden im Kibbutz Beit Haarava, um die Böden wieder urbar zu machen.

Die beste Methode, versalzte Flächen wieder in Gebrauch zu nehmen, ist das großflächige Bewässern und Ableiten des Wassers über Drainagen, bevor die Sonne die Lösung eingetrocknet hat. Dieses „Spülen“ muss meist mehrfach vorgenommen werden.
Der Versalzung kann auch durch die Einarbeitung von speziellen Substrat-Mischungen entgegengewirkt werden. Das Funktionsprinzip dieser Technik liegt darin, Superabsorber so einzubringen, dass es nicht zu einer Gelbildung kommt, die den Wurzeln das Wasser verweigert. Außerdem soll damit verhindert werden, dass Regenwasser einfach weggespült wird. Wasser soll mit den Absorbern den Wurzeln weitestgehend und unmittelbar zugänglich gemacht werden. Dadurch kann die Bewässerungsmenge und -häufigkeit sehr reduziert werden und so das Versalzungsrisiko gemindert werden. Die Substrate können auch mit organisch-düngenden Eigenschaften kombiniert sein.

## Auswirkung auf die Landwirtschaft
Die hohe Salzkonzentration der Böden stört die osmotischen Prozesse, mit denen Pflanzen Wasser und Nährstoffe aufnehmen. Gleichzeitig reichern sich Natrium-, Chlorid- und Borat-Ionen in den Pflanzen an, denen gleichzeitig Kalium und Kalzium fehlen. Die mit der Versalzung einhergehende Bodenverdichtung erschwert das Wachstum der Wurzeln. Mit diesen Effekten geht eine Verschlechterung des Stoffwechsels der Bodenorganismen einher.
Verschiedene Ackerpflanzen sind in unterschiedlichem Ausmaß von einer Versalzung betroffen. Gerste gilt als das salzresistenteste Getreide, und auch Zuckerrüben sind relativ resistent. Ananas, Aprikose, Zitrusfrüchte, Apfel, Erdbeere und Erdnuss gelten als besonders salzempfindlich.

## Bodenkundliche Einteilung der Salzböden

### Solonchak
Im internationalen Bodenklassifikationssystem World Reference Base for Soil Resources (WRB) heißen die Böden mit hohen Gehalten an leichtlöslichen Salzen Solonchak (von russ. sol = Salz und chak = salziges Gebiet). Die Salzanreicherung kann auf natürlichem Wege geschehen oder durch Versalzung aufgrund von Bewässerung. Weltweit nehmen die Solonchaks etwa 260 Mio. ha ein. Sie zeigen nur wenig biologische Aktivität.

### Andere Böden der Trockengebiete
Häufige natürlich vorkommende Böden sind:
- Solonetz: mit Lessivierung und hohen Gehalten ans austauschbarem Natrium.
- Calcisol: mit Anreicherung von sekundärem Carbonat
- Gypsisol: mit Anreicherung von sekundärem Gips (Kalziumsulfat).

Wenn in Calcisols und Gypsisols Versalzung stattfindet, werden sie zunächst zu Salic Calcisols und Salic Gypsisols. Bei starker Anreicherung wandeln sie sich zu Calcic Solonchaks und Gypsic Solonchaks (anthropogene Solonchaks). Die Solonetz werden im Falle der Salzanreicherung zu Salic Solonetz und bei starker Anreicherung zu Hypersalic Solonetz.

## Beispiele
Muster von Böden der Trockengebiete im World Soil Museum (WSM) im niederländischen Wageningen.

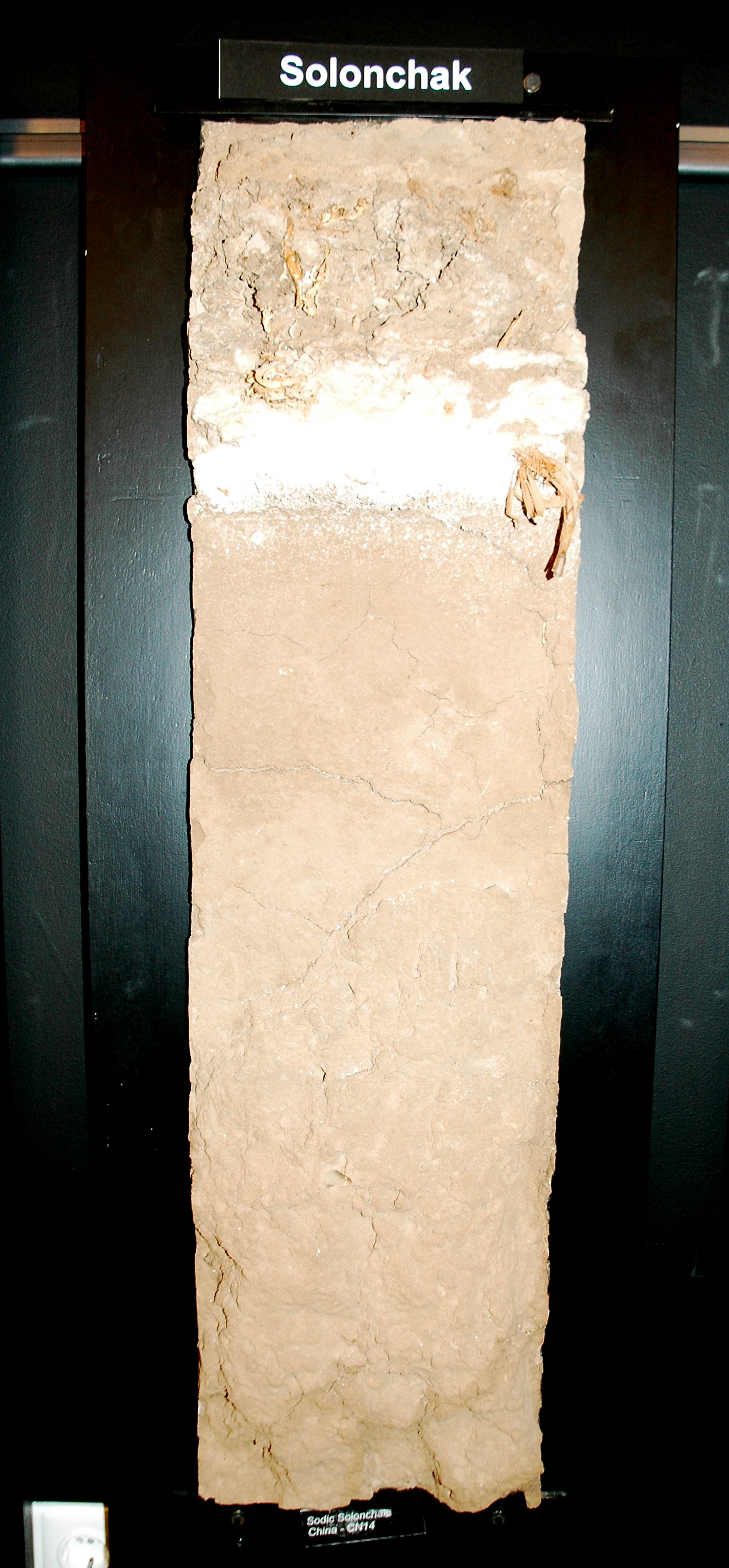
Muster von Solonchak aus der Region Turpan in China
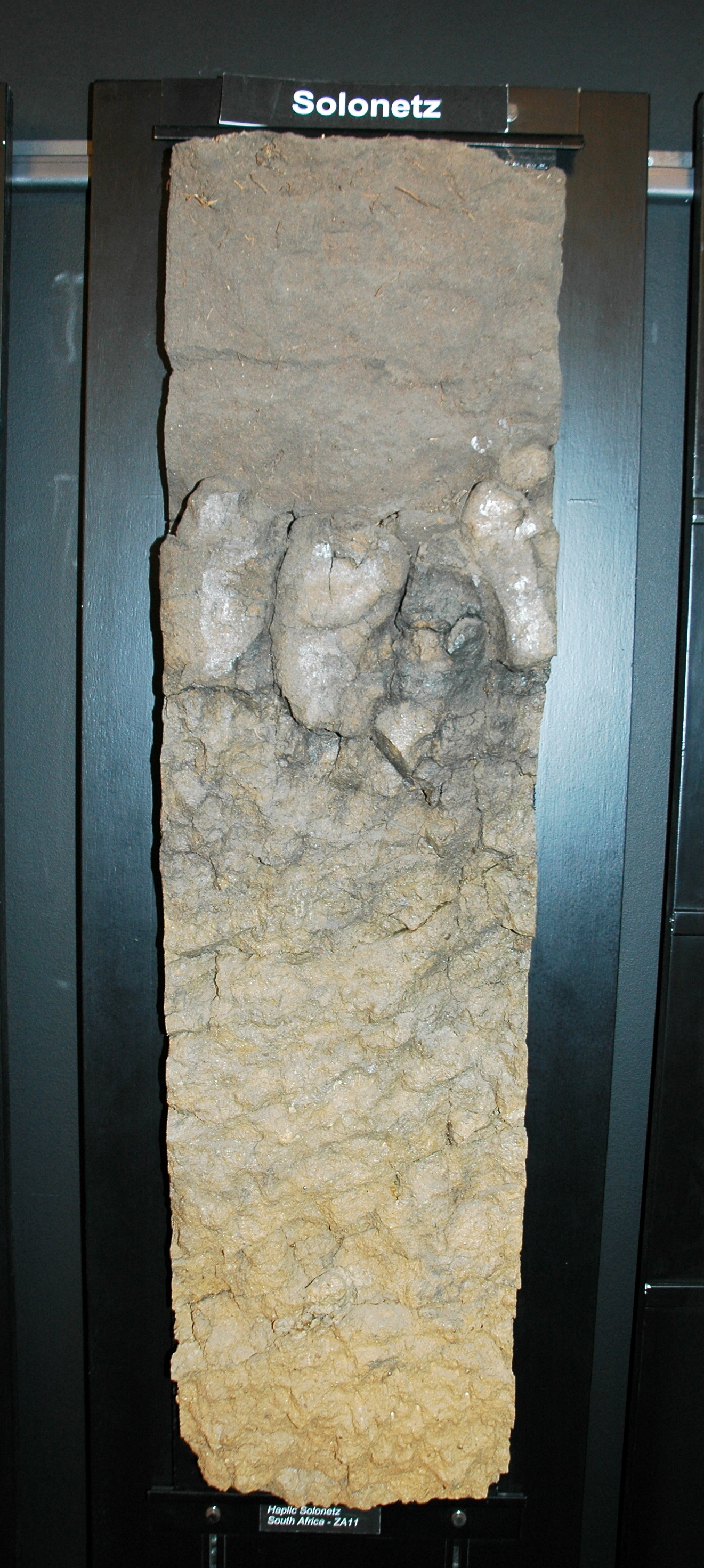
Muster von Solonetz
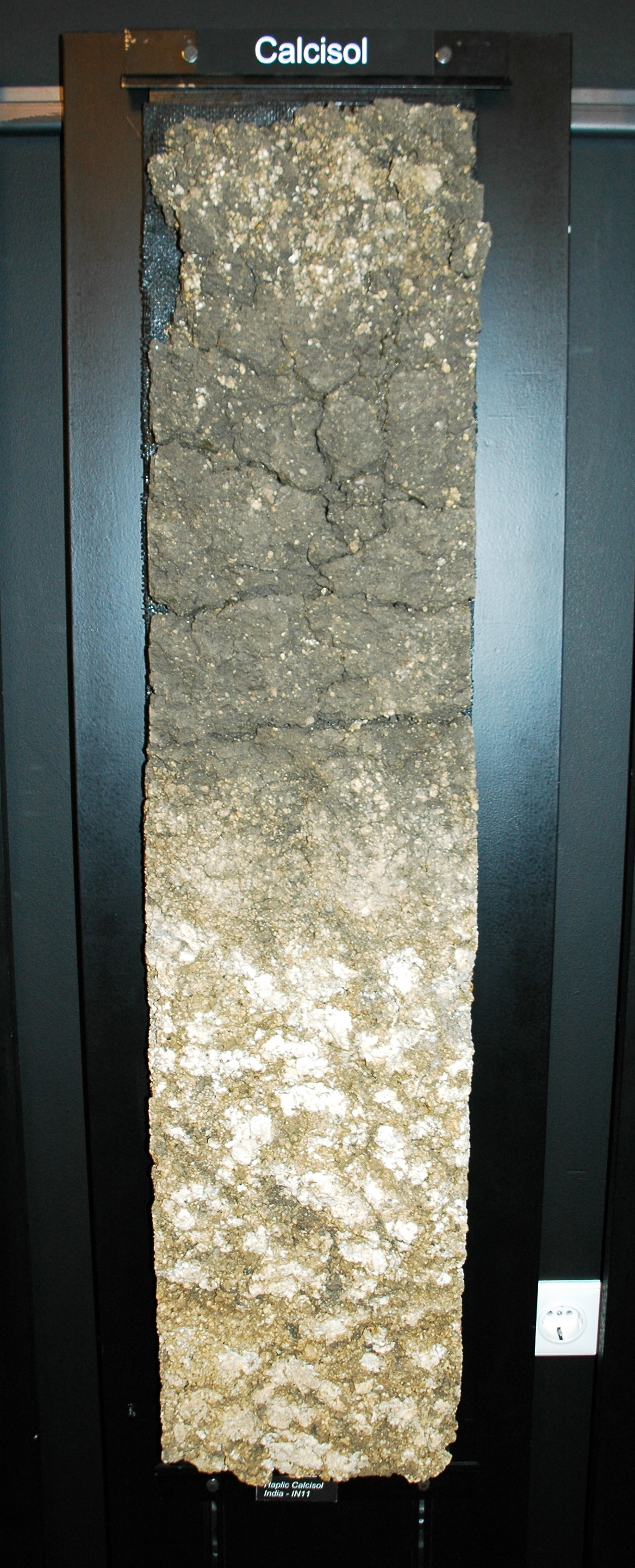
Muster von Calcisol
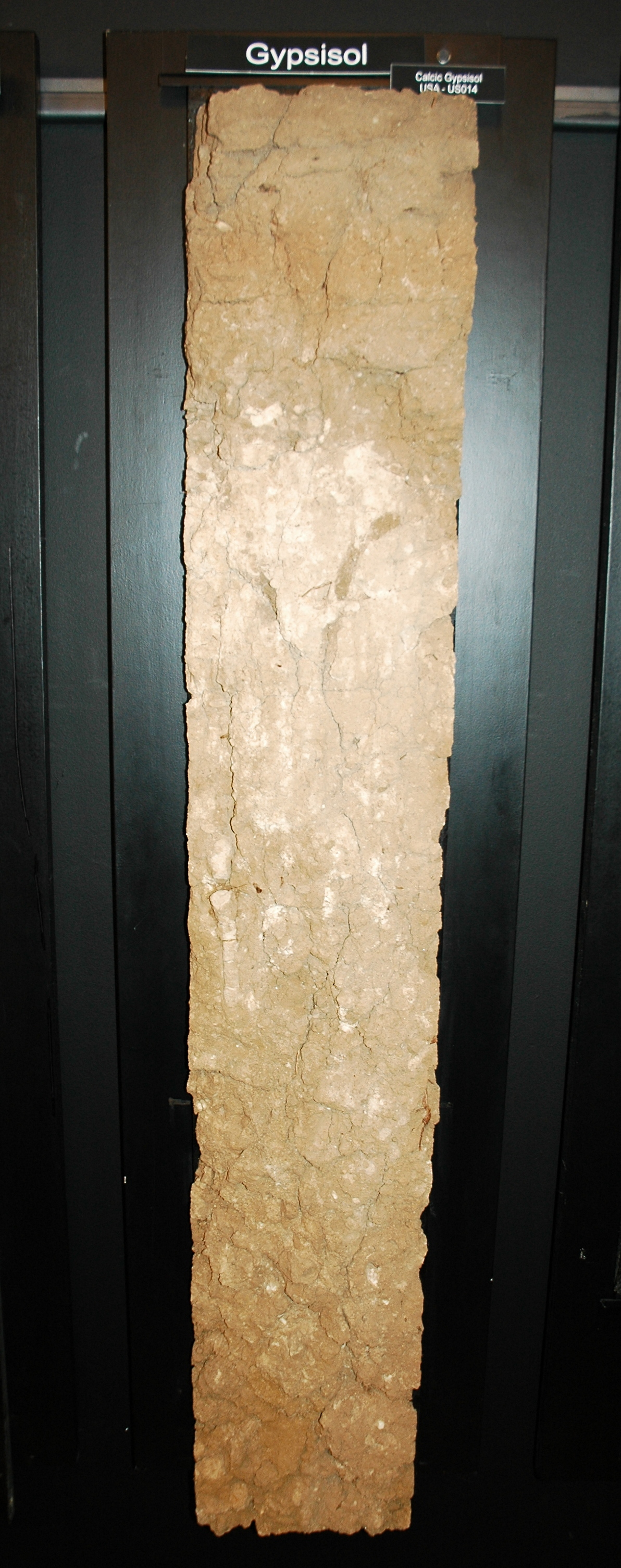
Muster von Gipsisol